# 神弓
KP-SAM　神弓（KP-SAM 신궁（Shin-GungまたはShin-Kung、シングン）は、韓国が開発した、携帯式防空ミサイルシステムである。

## 開発
韓国軍で用いられていたレッドアイやミストラルを更新するために、1995年から韓国の国防科学研究所（Agency for Defense Development、ADD）やLGエレクトロニクスなど、複数の企業の共同で開発が始まった。開発費として8年間に700億ウォンを費やし、延べ1,000人余りが投入されて国産化率90%を達成した。2003年に射撃実験が完了し、翌2004年には韓国軍と1億ドルの量産契約が結ばれて量産が始まった。運用は2005年より開始された。

## 性能
シーカーには当初、ミストラルと同型のものを技術供与で入手する予定であったが、フランスが拒否したため、ロシア製の9K39の技術を基に独自開発した。
他国の携帯式対空ミサイルとは異なり、肩に担いでの「肩撃ち」はできず、射撃は原則として三脚に載せた状態で行う。射撃手は三脚の椅子に座って照準器を覗き込む。
2007年4月には、ADDとサムスン電子が開発していた夜間照準器の開発が完了している。2009年には、LIGネクスワンによって敵味方識別装置が開発されており、八木・宇田アンテナが照準器に装備されている。軽量化も進んでおり、ミストラルよりも約6kg程度軽い。運搬時はミサイルと三脚、照準器に分割し、2名で運搬する。また、固定式の4連装発射機も開発されている。
弾頭部はロシアから供給されている。直接迎撃機能に加えて、近接信管が装着されており、目標が半径1.5m以内に近づくと自動的に爆発し、約800個の破片をばらまき、その破片効果により撃墜することも可能である。
性能については、米国のFIM-92 スティンガーより高いとされており、スティンガーや同レベルのロシアの9K32の命中率が60%程度である中、フランスのミストラルと同じレベルの命中率90%台を誇る。試験にかかわった国防科学研究所は、7km先から3.5mの高度を毎秒697.5m（M2.36を超える）で飛行する目標に命中させたとしている。
価格は1発あたり約1億8,000万ウォンで、2億3,000万ウォンのミストラルよりも約5,000万ウォンほど安価である。

## 運用
神弓の開発で、韓国はアメリカ合衆国、ロシア、中国、フランス、パキスタン、イラン、日本、ポーランドに続いて赤外線誘導式携帯用の対空誘導兵器を開発した9番目の国になった。それまで韓国軍で運用されていたミストラルを神弓で更新している。2007年6月には第2次量産契約が結ばれ、IDEXなどの軍事ショーにも展示されている。

## 仕様
- カテゴリ：携行型赤外線短距離地対空誘導ミサイル
- 開発会社：国防科学研究所
- 単価：1億8,000万ウォン（2005年）
- エンジン：固体推進モーター（Solid state motor）
- 重量：19.5kg
- 長さ：1.68m
- 直径：8cm
- 速度：M2.1
- 射程：3-5km、最大7km
- 飛行高度：3.5km
- 弾頭：ミストラルよりも小さい
- 誘導方式：全方向赤外線誘導
- 発射プラットフォーム：携帯型または三脚

## 登場作品
テレビドラマ
『ニュートピア』
第1話に登場。首都防衛司令部第1防空旅団隷下の77Aタワー防空部隊に配備されている。訓練でジェユンとイノが弾薬ケースごと搬出するが、イノが足を滑らせた拍子に床へ落下させてしまい、それ以上の惨事にはならなかったものの部隊全員に死亡判定を与えてしまう。使用描写はないが発射機も登場しており、ヘリポートに置かれている。